# Krilo
 Ovo je glavno značenje pojma Krilo. Za druga značenja pogledajte Krilo (razdvojba).
Krila su kod ptica organ koji se razvio od prednjih ekstremiteta a služi za letenje.

## Anatomija ptičjeg krila
Krilo se sastoji od ramene kosti koja je dugačka, šuplja i ispunjena zrakom. Na nju se nadovezuju čvrsta lakatna i razmjerno slaba palčana kost koje zajedno čine podlakticu. Zatim slijede dvije ili najviše tri kosti zapešća i tri reducirana prsta. Kod nekih vrsta ptica palac nosi nokat koji stvarno liči na pandžu, ali je skriven perjem. Uz palac je reducirani drugi prst s dva članka i s njime srasli treći prst s jednim člankom. 
Krilo je dvostruka lepeza (vidi sliku: "n" i "m") koja se širi lakatnim zglobom i zglobom zapešća, i čiju veliku površinu čine prije svega letna pera složena u dva reda jedan iznad drugog, a uz korijen su prekrivena s nekoliko redova pokrovnog perja (vidi sliku: "o"), tako da zajedno tvore glatku, neprekinutu površinu. 
Letna pera nemaju ptice koje ne koriste krila za letenje. Nemaju ih, primjerice pingvinke koje krila koriste za plivanje i kao kormilo, kao niti nojevke koje krilima samo potpomažu hodanje ili trčenje, te ih koriste u ritualne svrhe. 